# Sam Houser
Samuel Houser (nacido el 3 de noviembre de 1971) es un productor y desarrollador de videojuegos británico. Es el cofundador y presidente de Rockstar Games y uno de los creadores de la franquicia Grand Theft Auto, siendo el del tercer juego. Él es el responsable de llevar la serie a la era de la ambientación 3D, recreando ciudades reales bajo motores completamente 3D y lograr grandes ganancias con la saga durante la sexta generación de videojuegos.

## Biografía
Nació en Londres, hijo de la actriz Geraldine Moffat. Además de ser acreditado como productor ejecutivo y coescritor, también es el nuevo creador de la nueva saga GTA junto con su hermano Daniel. En Grand Theft Auto III, sus responsabilidades fueron, según sus propias palabras, ser un "militante en asegurar que el juego tuviese un aspecto, un sonido, una historia y una idea que funcionaran". Su descripción de la saga como conjunto es que los tres videojuegos Grand Theft Auto de sexta generación forman una "trilogía, (dando a conocer) nuestro distorsionado punto de vista de la Costa Este alrededor del comienzo del milenio (Grand Theft Auto III), seguido por nuestra reinterpretación del Miami de la década de 1980 (Grand Theft Auto: Vice City), y por último, nuestro punto de vista de la California de comienzos de los años 1990 (Grand Theft Auto: San Andreas)". Luego, sobrescribió la historia de Grand Theft Auto Vice City con el juego Grand Theft Auto Vice City Stories en el cual los hechos ocurrían dos años antes de la historia de Tommy Vercetti (GTA Vice City) en 1986, en GTA Vice City Stories ocurrían en 1984.
Como el productor ejecutivo y coescritor de la serie Grand Theft Auto, Houser ha producido más recientemente Red Dead Redemption 2.

## Trabajos

### Productor ejecutivo
- Grand Theft Auto (1997)
- Grand Theft Auto: London 1961 (1999)
- Grand Theft Auto: London 1969 (1999)
- Grand Theft Auto 2 (1999)
- Grand Theft Auto III (2001)
- Max Payne (2001)
- Grand Theft Auto: Vice City (2002)
- Max Payne 2: The Fall of Max Payne (2003)
- Manhunt (2004)
- Grand Theft Auto: San Andreas (2004)
- Grand Theft Auto Advance (2004)
- Red Dead Revolver (2004)
- The Warriors (2005)
- Grand Theft Auto: Liberty City Stories (2005)
- Grand Theft Auto: Vice City Stories (2006)
- Bully (2006)
- Manhunt 2 (2007)
- Grand Theft Auto IV (2008)
- Grand Theft Auto: Episodes From Liberty City (2009)
- Grand Thef Auto Chinatown wars (2009)
- Red Dead Redemption (2010)
- L.A. Noire (2011)
- Max Payne 3 (2012)
- Grand Theft Auto V (2013)
- Red Dead Redemption 2            (2018)
- Grand Theft Auto VI (2026)

### Escritor
- Grand Theft Auto: London 1969 (1999) (no acreditado)
- Grand Theft Auto 2 (1999) (no acreditado)
- Grand Theft Auto III (2001) (no acreditado)
- Grand Theft Auto: Vice City (2002) (no acreditado)
- Grand Theft Auto: San Andreas (2004) (no acreditado)
- Grand Theft Auto: Liberty City Stories (2005) (no acreditado)
- Grand Theft Auto: Vice City Stories (2006) (no acreditado)
- Grand Theft Auto IV (2008) (no acreditado)
- Grand Theft Auto V (2013) (2014) (2015)

### Actor
- Grand Theft Auto: San Andreas (2004) Gánster (no acreditado)
- Grand Theft Auto IV (2008) Peatón (no acreditado)